# Fabrizio Castori
Fabrizio Castori (San Severino Marche, 11 luglio 1954) è un allenatore di calcio ed ex calciatore italiano, di ruolo centrocampista, tecnico del Südtirol.

## Biografia
Fabrizio Castori è figlio di Silvio Castori, operaio ed elettricista, e di Marianna Paparelli, una sarta, ed ha due sorelle minori, Mirella e Marina. Castori ricorda le umili origini famigliari con orgoglio: «Nonno Castori era un trovatello, abbandonato nella ruota degli esposti di un convento. La povertà e l'umiltà della famiglia sono stati, e sono ancora, la mia forza».
Castori si è diplomato presso l'Istituto Tecnico Commerciale “Luigi Einaudi” di Tolentino, per poi lavorare come programmatore informatico, ragioniere e rappresentante di calzature e pelletteria, prima di diventare allenatore professionista di calcio, nel 1998, assumendo la guida del Lanciano. Castori ha sposato la moglie Paola, conosciuta sui banchi di scuola, il 12 aprile 1975. La coppia ha tre figli, Silvia, Marco e Alice, e quattro nipoti, Luca, Elisabetta, Cloe ed Elena. Il figlio Marco segue le orme paterne lavorando nel suo team come match analyst.
Castori parla tre lingue: italiano, inglese e francese.

### Fuori dal campo
Gran tifoso dell'Ascoli fin da bambino, cresciuto nel mito di Renato Campanini, bomber e capitano dell'Ascoli di Rozzi e Mazzone, Castori ha realizzato il sogno di allenare la sua squadra del cuore nel 2010, riuscendo nell'impresa di portare il Picchio a una salvezza che sembrava disperata, a causa dei 6 punti di penalizzazione inflitti all'Ascoli per problemi finanziari. Inoltre, Castori è un grande appassionato di musica rock, con una preferenza particolare per Pino Daniele, Vasco Rossi, Ligabue e i Rolling Stones, che utilizza anche spesso in allenamento per caricare i propri giocatori.

### Impegno nel sociale
Dal 2004 al 2007 ha svolto opera di volontariato presso la comunità di San Patrignano nei pressi di Coriano. Assieme a Marcello Chianese costituisce la squadra di calcio della comunità, usando il calcio come terapia di recupero e diventando testimonial stesso della comunità. La squadra è stata iscritta al campionato di Terza Categoria, ottenendo la promozione in Seconda Categoria, al terzo anno. Ha organizzato diversi incontri di calcio a scopo benefico, coinvolgendo numerosi ex calciatori amici.

## Caratteristiche tecniche

### Allenatore

Castori, da poco diventato professionista, viene intervistato ai tempi del Lanciano

Castori si è diplomato a Coverciano, nel 2001, con una tesi dal titolo L'allenatore dalla seconda categoria alla C1: aspetti esperenziali e problematiche didattiche. Castori definisce questa tipologia di allenatore quella che «ha definito la storia della mia generazione con Sacchi e Zeman». La sua esperienza personale ha fortemente influenzato il suo modo di vedere il calcio: «La mia generazione ammirava Sacchi e Zeman, ma nei dilettanti c'era un solo concetto da trasmettere: correre, correre, correre. [...] Organizzazione di gioco e ritmi elevatissimi: su questo puntavo e su questo punto ancora. Il ritmo è l'arma vincente di una squadra di calcio. [...] Il mio calcio è ritmo e intensità, come nel resto d'Europa».

## Carriera

### Giocatore e ragioniere

Castori capitano della juniores della Settempeda 1971-72

Castori era un centrocampista poco tecnico, ma dal gran temperamento e acume tattico, che si distingueva per personalità e leadership in campo. Il classico mediano con il numero 4 sulle spalle, per sua stessa definizione. Compie l'intera trafila nel settore giovanile della locale Settempeda di San Severino, di cui è il capitano tra le stagioni 1969-70 e 1972-73, disputando due campionati allievi e due juniores. La Settempeda vince tutti e 4 i provinciali di riferimento, oltre all'Allievi Regionale 1970-71 e al Juniores Regionale 1971-72, potendo contare anche su altri giocatori che avrebbero poi fatto carriera nel mondo del calcio come Gilberto Mancini. Come campioni delle Marche, la Settempeda di Capitan Castori guadagnò una storica partecipazione ai campionati nazionali, che vennero disputati in provincia di Salerno nel giugno 1972. Le prestazioni con la Settempeda gli valgono la chiamata nella Berretti della Maceratese, all'epoca militante in Serie C.
Castori continua poi a giocare sporadicamente nel calcio dilettantistico marchigiano, militando nel Corridonia in Prima Categoria, città in cui, a ventun'anni, iniziò a lavorare come ragioniere nel locale Oleificio Mercuri. Castori continuerà ad alternare l'attività agonistica alla carriera di ragioniere in svariate aziende marchigiane e a quella di commerciante di scarpe e pelletteria. Castori si ritira dal calcio giocato nel 1980; ma non dal lavoro di ragioniere. Castori ha dichiarato in proposito: «A vent’anni non potevo concedermi distrazioni perché dovevo pensare prima di tutto alla mia famiglia».

### Allenatore

#### Esordi dilettantistici
Inizia la carriera di allenatore a soli 26 anni, chiamato da Renato Ciocchetti, ex dirigente della Belfortese di Belforte del Chienti, perché Castori gli era noto come collega della moglie Rosalba Quadraroli nella pelletteria in cui lavorava. Castori non è convinto di voler allenare e accetta solo in seguito alle insistenze della collega. Subentrando alla guida della squadra, ultima in classifica del campionato di seconda categoria; dopo un esordio per nulla incoraggiante, una sconfitta per 5-0, riesce nell'intento di salvare la squadra, portandola all'ottavo posto finale.
Dopo le esperienze al San Vicino di Matelica, come allenatore-giocatore, e all'Urbisaglia, approda alla Juniores del Tolentino, con cui vince il campionato. Allena poi il Camerino, in Prima Categoria, dove, dopo due stagioni, vince il campionato, portando la squadra in Promozione, e la Coppa Avvenire. Poi passa alla Grottese e, dopo una stagione, viene ingaggiato dal Cerreto, con cui vince il campionato di Promozione 1989-1990, approdando in Interregionale, dove verrà confermato anche l'anno successivo. Dopo una stagione alla Monturanese, con cui nella stagione 1991-1992 ottiene il terzo posto in Eccellenza.

#### Tolentino
La seconda svolta arriva con il passaggio al Tolentino, grazie all'incontro con l'allora presidente Ivano Ercoli. Alla guida della squadra rimane per sei stagioni, dal 1992 al 1998: nella prima stagione (1992-1993) vince il campionato di Eccellenza e approda in Serie D; al secondo anno (1993-1994) ottiene la salvezza e al terzo (1994-1995) vince il campionato, portando la squadra in Serie C2, dove rimane per tre stagioni fino al 1998, quando retrocede nei Dilettanti.

Fabrizio Castori, allenatore del Tolentino negli anni 90

#### Lanciano e parentesi Castel di Sangro
L'anno seguente arriva la svolta definitiva per Castori, con la chiamata da parte del Lanciano, al tempo militante in Serie D. Nel 1998-1999 Castori vince il campionato di Serie D, ottenendo il primo posto con 81 punti, migliore difesa del campionato, 10 punti di distacco dalla seconda classificata e una sola sconfitta. Si aggiudica, dunque, il campionato Dilettanti e lo scudetto Dilettanti. Viene coniato, dalla stampa locale e dalla tifoseria, il termine "castorizzati", in quanto la squadra lancianese incarna perfettamente il carattere del proprio allenatore. Questo termine verrà poi ripreso ed utilizzato anche nelle stagioni successive, per altre squadre che il tecnico marchigiano avrebbe allenato, soprattutto il Cesena.
Nella stagione successiva sale in Serie C1, alla guida del Castel di Sangro, incarico dal quale viene esonerato alla vigilia di Natale, a causa della settima sconfitta stagionale e del quint'ultimo posto in classifica.
Viene richiamato dal Lanciano, in Serie C2, nel 2000-2001, annata in cui vince il campionato, portando la squadra per la prima volta nella storia in serie Serie C1.
Nel stagione successiva (2001-2002), confermato dal Lanciano in Serie C1, ottiene il quinto posto in classifica, totalizzando 52 punti, valevoli per l'accesso ai play-off per la promozione. Ai play-off il Lanciano viene eliminato dal Taranto, contro il quale perderà l'accesso alla finale, nonostante la vittoria per 3-2 in casa, stante la sconfitta per 2-1 subita a Taranto.
Rimasto al Lanciano, nel 2002-2003 chiude il campionato di Serie C al settimo posto, con 48 punti guadagnati.

#### Cesena
Nel 2003 viene chiamato alla guida del Cesena, in C1. Ottiene subito la promozione in Serie B, dopo la finale dei play-off contro il Lumezzane, e si aggiudica la Coppa Italia di Serie C (ad oggi uno dei due trofei vinti nella storia della squadra romagnola, assieme alla Supercoppa di Serie C vinta nella stagione 2023-2024).
Questa stagione è caratterizzata dal ritorno del derby romagnolo contro il Rimini, che mancava da ventidue anni. Il Cesena vince il derby casalingo per 3-2, rimontando lo svantaggio iniziale di 0-2, grazie ai gol segnati negli ultimi quindici minuti di gioco. Il club bianconero si piazza al terzo posto, con 58 punti, accedendo quindi ai play-off per la promozione. 
Nel corso della finale dei play-off per la promozione in Serie B del 20 giugno 2004, vinta dal Cesena per 2-1 contro il Lumezzane dopo i tempi supplementari, Castori partecipa alla rissa generatasi in campo durante un'interruzione di gioco. Il fatto gli costa tre anni di squalifica, poi ridotti a due dalla giustizia sportiva. Viene querelato, insieme a quattro giocatori cesenati, da Pietro Strada del Lumezzane per lesioni volontarie e rissa; il procedimento si chiude nel 2011 con l'assoluzione per il ritiro della querela a fronte di un risarcimento pattuito di 25 mila euro.
La società romagnola rinnova la fiducia al tecnico marchigiano, che rimane sulla panchina cesenate in Serie B fino al termine della squalifica, affiancato da Massimo Gadda come allenatore facente funzione.
Al primo anno di Serie B (2004-2005), centra la salvezza, piazzandosi al quindicesimo posto, con 50 punti. Nella stagione successiva entra nei play-off, grazie al sesto posto nel campionato di Serie B 2005-2006 con 66 punti in classifica, oltre a vantare il secondo migliore attacco della categoria con 66 reti all'attivo. Negli spareggi per l'accesso alla Serie A il Cesena viene eliminato in semifinale dal Torino, pareggiando per 1-1 a Cesena e perdendo per 2-1 a Torino.
Nella stagione seguente (2006-2007) si piazza al quindicesimo posto, con 49 punti, conseguendo la salvezza. La successiva stagione 2007-2008 risulterà travagliata per la società romagnola, con un avvicendamento ai vertici della stessa (dalla storica proprietà detenuta dalla famiglia Lugaresi a Igor Campedelli), a stagione in corso. Proprio nel mezzo del cambio di proprietà, Castori viene esonerato a novembre, dopo la sconfitta per 4-1 contro il Rimini e la squadra ultima in classifica. Successivamente viene richiamato al posto dell'esonerato Giovanni Vavassori e termina la stagione ancora all'ultimo posto in classifica, retrocedendo in Serie C1.

#### Salernitana
Per la stagione 2008-2009 è chiamato dalla Salernitana, squadra neo promossa in Serie B. Il campionato inizia in maniera promettente, con la squadra stabilmente nelle prime 7 posizioni in classifica per le prime 11 giornate. Castori viene, tuttavia, esonerato il 6 dicembre 2008, dopo la sconfitta per 3-0 contro il Livorno, la quarta consecutiva, lasciando la squadra al sedicesimo posto in classifica, poco sopra la zona retrocessione, dopo che aveva ottenuto 2 punti nelle ultime 7 gare. Il 24 gennaio 2009 la società lo richiama in panchina per rilevare l'esonerato Bortolo Mutti. Il 4 aprile, in seguito al 2-2 casalingo contro il Treviso ultimo in classifica, è esonerato nuovamente, dopo i 33 punti ottenuti in 29 gare disputate tra prima e seconda gestione, e viene sostituito da Fabio Brini.

#### Ascoli
Dopo una breve parentesi alla guida del Piacenza, nel 2009-2010; in  cui viene esonerato già il 10 novembre successivo, con la squadra al penultimo posto, , Castori realizza finalmente il sogno di allenare la sua squadre del cuore: l'Ascoli. Nella stagione 2010-2011, dopo 12 giornate, il Picchio ultimo in classifica con 7 punti, lo chiama in sostituzione dell'esonerato Elio Gustinetti: coi marchigiani ottiene una inaspettata salvezza, chiudendo al diciassettesimo posto con 50 punti, nonostante il peso di una penalizzazione di 6 punti in classifica a causa delle difficoltà societarie. Confermato per la stagione 2011-2012, è esonerato il 2 dicembre 2011, con la squadra ultima in classifica, anche a causa di una penalizzazione di 10 punti.

#### Varese
Il 13 giugno 2012 è ingaggiato dal Varese per la stagione 2012-2013, firmando un contratto annuale. Fino alla 37ª giornata mantiene la squadra in zona play-off, totalizzando 52 punti e il settimo posto in classifica, a un solo punto dalla zona play-off. Nonostante questo, la società decide per un avvicendamento in panchina, in favore di Andrea Agostinelli.
Reggina
Il 21 ottobre 2013 approda alla Reggina, subentrando all'esonerato Gianluca Atzori. Castori è esonerato il 3 dicembre successivo, dopo 6 partite sulla panchina amaranto (4 sconfitte, 1 pari, 1 vittoria) e il penultimo posto in classifica.

#### Carpi
Dopo un primo abboccamento con il  Metalurh Zaporižžja, allora militante nel massimo campionato ucraino, che nel febbraio del 2014 lo invita per una tre giorni in Ucraina, ma che poi ritira l'offerta a causa dello scoppio della Guerra del Donbass, il 30 giugno 2014 viene chiamato alla guida del Carpi, in Serie B, dall'allora direttore sportivo Cristiano Giuntoli.
La stagione risulterà storica, con il Carpi protagonista di partite memorabili come quella pareggiata per 3-3 in casa del Brescia, rimontato e fermato sul pari nonostante gli emiliani fossero in inferiorità numerica di 2 uomini, con 3 rigori a sfavore. Questa gara valse alla squadra l'appellativo di ImmortAli da parte della stampa locale e dei tifosi. L'annata si conclude in maniera inaspettata, con la promozione in Serie A, quando l'obiettivo era, invece, la salvezza. Il 28 aprile 2015, infatti, il Carpi centra la prima promozione in Serie A della propria storia, con quattro gare d'anticipo sulla fine del campionato, grazie allo 0-0 casalingo contro il Bari. La squadra di Castori chiude la stagione al primo posto, aggiudicandosi la Coppa Ali della Vittoria, e la migliore difesa del campionato. Il 30 maggio il tecnico rinnova il contratto per un altro anno.
La prima stagione di Serie A non inizia nel migliore dei modi per il Carpi, complice un calendario difficile, e il 28 settembre 2015, alla sesta giornata d'andata, Castori viene esonerato,dopo la sconfitta per 5-1 con la Roma. In campionato aveva ottenuto 2 punti in 6 gare (2-2 col Palermo, 0-0 col Napoli). Il suo sostituto, Giuseppe Sannino, rimane in carica solo per cinque partite e il 3 novembre Castori viene richiamato; nonostante un ottimo girone di ritorno, in cui ottiene 24 punti, non riesce a evitare la retrocessione della squadra emiliana, totalizzando, alla fine, 38 punti.
Confermato per la stagione di Serie B 2016-2017, ottiene un settimo posto e nei play-off, dopo aver eliminato il Cittadella nel preliminare (battendola per 1-2 fuori casa) e il Frosinone in semifinale (0-0 in casa, 0-1 in trasferta) vincendo la partita malgrado l'inferiorità numerica di 2 uomini, arriva fino alla doppia finale contro il Benevento. Al Cabassi finisce 0-0, poi al Vigorito, l'8 giugno 2017, i giallorossi vincono per 1-0 e salgono per la prima volta in Serie A. Il 12 giugno la società emiliana e Castori decidono di non proseguire insieme, chiudendo così un triennio di ottimi risultati.

#### Ritorno al Cesena
Il 1º ottobre 2017 torna ad allenare il Cesena dopo nove anni, a seguito dell'esonero di Andrea Camplone. Ereditata una squadra che staziona all'ultimo posto (4 punti dopo 7 giornate), ottiene la salvezza, raggiungendo quota 50 punti al termine della stagione. Il 26 maggio 2018 firma un rinnovo biennale di contratto con i romagnoli.
Il 2 luglio 2018, in accordo con la società, e visto il conclamato fallimento della stessa, si svincola assieme ai propri collaboratori.

#### Ritorno al Carpi
Dopo le dimissioni di Marcello Chezzi, reduce da tre sconfitte nelle prime tre giornate di Serie B, il 18 settembre 2018 Castori torna per la terza volta ad allenare il Carpi. Dopo un campionato di sofferenza, la squadra retrocede in Serie C con una giornata di anticipo rispetto alla fine della stagione regolare.

#### Trapani
Il 19 dicembre 2019 viene nominato nuovo allenatore del Trapani, con la squadra al penultimo posto della classifica di Serie B, con 13 punti in classifica. Guadagna 33 punti in 22 gare, con la media di 1,5 punti a partita. In particolare, nel periodo successivo alla sospensione delle attività per via della pandemia di COVID-19, in 10 partite ottiene 21 punti (solo il Cosenza riuscirà a fare meglio, con 22 punti), ricavando, alla fine, 46 punti sul campo, e quindi conseguendo la salvezza diretta, senza spareggi, ma solo virtualmente, in quanto al Trapani viene inflitta una penalizzazione di 2 punti per il ritardo nel pagamento di una parte di emolumenti alla scadenza del 16 marzo.
Il 6 agosto il ricorso del Trapani contro la penalizzazione di due punti in classifica viene respinto dal collegio di garanzia del CONI, che condanna così i siciliani ad una amara retrocessione in Serie C.

#### Ritorno alla Salernitana
Il 10 agosto 2020 viene ufficializzato il ritorno del tecnico marchigiano sulla panchina della Salernitana, undici anni dopo l'ultima esperienza nella città campana.

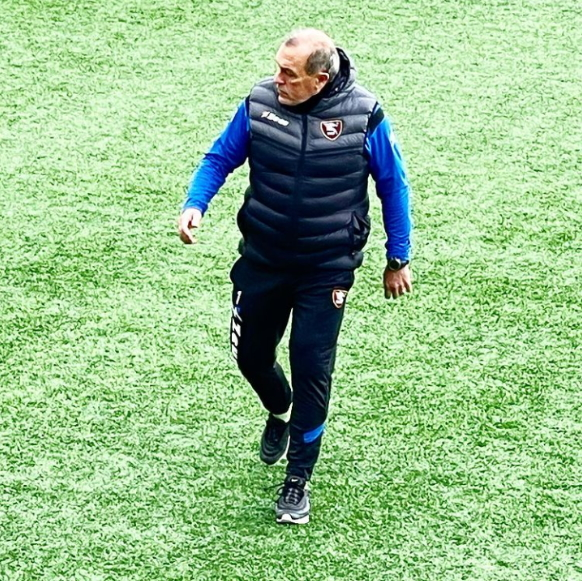
Fabrizio Castori, a Cascia, durante il ritiro precampionato della Salernitana

L'inizio della nuova avventura si rivela particolarmente difficile a livello ambientale, a causa della forte contestazione della tifoseria nei confronti della società. Ciò non impedisce alla squadra di tenere un passo da promozione, viaggiando alla media di 1,78 punti a partita, e di ottenere il secondo posto nella classifica finale grazie a 69 punti, con la seconda migliore difesa del campionato. In particolare, la Salernitana ha la meglio su altre concorrenti grazie ad un girone di ritorno (media di 1,84 punti a partita) finito in crescendo e vincendo 7 delle ultime 9 gare, con successi ottenuti spesso nei minuti finali di gioco, come quelli contro il Venezia, riuscendo a ribaltare il risultato sfavorevole, proprio nei minuti di recupero, o contro il Pordenone. Il 10 maggio, sul campo del Pescara, vincendo per 3-0, Castori ottiene con il club granata la decima promozione in carriera, riportando i campani in Serie A dopo 23 anni.
Al termine della stagione, la promozione in massima serie, gli vale il riconoscimento di Miglior allenatore 2020-2021, da parte dell'Associazione Italiana Calciatori. 
Confermato anche nella massima serie, il 17 ottobre 2021 viene esonerato a seguito della sconfitta ottenuta il giorno prima per 1-2 contro lo Spezia, con la squadra ultima in classifica. In 8 giornate ha raccolto 4 punti, frutto di 1 vittoria, 1 pareggio e 6 sconfitte.

#### Perugia
L'8 giugno 2022 viene annunciato come nuovo allenatore del Perugia in Serie B. Il 19 settembre, con la squadra quart'ultima con 4 punti raccolti dopo 6 giornate, viene esonerato. Viene richiamato il 19 ottobre seguente in sostituzione del dimissionario Silvio Baldini con la squadra scivolata all’ultimo posto. Tuttavia non riesce ad invertire la rotta tanto che la squadra umbra si piazza al terzultimo posto a un punto dalla zona play-out retrocedendo all’ultima giornata.

#### Ritorno all'Ascoli
Il 13 novembre 2023 viene nominato nuovo tecnico dell'Ascoli, in quel momento quartultimo in Serie B dopo tredici giornate, tornando così ad allenare i marchigiani dopo 12 anni. Dopo quattro mesi, il 12 marzo 2024 viene sollevato dall'incarico, a seguito della sconfitta per 2-1 in casa della Sampdoria, dopo aver ottenuto 6 punti nelle ultime 5 partite, con il bilancio complessivo di 16 punti raccolti in 16 giornate,  e sostituito da Massimo Carrera con la squadra al terzultimo posto, ad 1 punto di distanza dai playout ed a 3 dalla salvezza diretta.

#### Südtirol
L'8 dicembre 2024 viene nominato nuovo allenatore del Südtirol, in quel momento ultimo in Serie B con 13 punti, con cui sottoscrive un contratto fino al termine della stagione. Il 14 dicembre al debutto pareggia con il Mantova (2-2). Nei mesi seguenti la squadra si risolleva e stacca il fondo della classifica; peraltro il 4 maggio 2025 Castori diventa l’allenatore con più presenze in Serie B (573), in occasione della sfida vinta contro il Cosenza. Cinque giorni dopo, il 9 maggio, il 3-3 esterno in casa del Pisa vale la salvezza con una giornata d'anticipo sulla fine della stagione regolare. Termina il campionato al decimo posto con 46 punti.

## Record
Castori è l’unico allenatore italiano ad aver scalato tutti i campionati della FIGC partendo dalla Terza Categoria fino alla Serie A, vincendone 10.
Ha disputato: 8 campionati di Serie C, 18 campionati di Serie B e 2 di Serie A, collezionando 41 presenze.
Castori è l'allenatore con più presenze in Serie B (573).

## Statistiche

### Statistiche da allenatore
Statistiche aggiornate al 13 maggio 2025. In grassetto le competizioni vinte.
| Stagione               | Squadra                | Campionato             | Campionato | Campionato | Campionato | Campionato | Coppe nazionali | Coppe nazionali | Coppe nazionali | Coppe nazionali | Coppe nazionali | Coppe continentali | Coppe continentali | Coppe continentali | Coppe continentali | Coppe continentali | Altre coppe | Altre coppe | Altre coppe | Altre coppe | Altre coppe | Totale | Totale | Totale | Totale | % Vittorie | Piazzamento              |
| Stagione               | Squadra                | Comp                   | G          | V          | N          | P          | Comp            | G               | V               | N               | P               | Comp               | G                  | V                  | N                  | P                  | Comp        | G           | V           | N           | P           | G      | V      | N      | P      | %          | Piazzamento              |
| ---------------------- | ---------------------- | ---------------------- | ---------- | ---------- | ---------- | ---------- | --------------- | --------------- | --------------- | --------------- | --------------- | ------------------ | ------------------ | ------------------ | ------------------ | ------------------ | ----------- | ----------- | ----------- | ----------- | ----------- | ------ | ------ | ------ | ------ | ---------- | ------------------------ |
| 1987-1988              | Grottese               | 1ª Cat.                | 34         | 20         | 10         | 4          | -               | -               | -               | -               | -               | -                  | -                  | -                  | -                  | -                  | -           | -           | -           | -           | -           | 34     | 20     | 10     | 4      | 58,82      | 2°                       |
| 1988-1989              | Cerreto                | Prom.                  | 34         | 18         | 12         | 4          | -               | -               | -               | -               | -               | -                  | -                  | -                  | -                  | -                  | -           | -           | -           | -           | -           | 34     | 18     | 12     | 4      | 52,94      | 9°                       |
| 1989-1990              | Cerreto                | Prom.                  | 34         | 10         | 11         | 13         | -               | -               | -               | -               | -               | -                  | -                  | -                  | -                  | -                  | -           | -           | -           | -           | -           | 34     | 10     | 11     | 13     | 29,41      | 1° (prom.)               |
| 1990-1991              | Cerreto                | Int.                   | 34+1       | 2+0        | 10+0       | 22+1       | CI-Dil.         | ?               | ?               | ?               | ?               | -                  | -                  | -                  | -                  | -                  | -           | -           | -           | -           | -           | 35     | 2      | 10     | 23     | &5,71      | 18° (retr.)              |
| Totale Cerreto         | Totale Cerreto         | Totale Cerreto         | 102+1      | 30+0       | 33+0       | 39+1       |                 | -               | -               | -               | -               |                    | -                  | -                  | -                  | -                  |             | -           | -           | -           | -           | 103    | 31     | 33     | 40     | 30,10      |                          |
| 1991-1992              | Monturanese            | Ecc.                   | 34         | 18         | 11         | 5          | -               | -               | -               | -               | -               | -                  | -                  | -                  | -                  | -                  | -           | -           | -           | -           | -           | 34     | 18     | 11     | 5      | 52,94      | 3°                       |
| 1992-1993              | Tolentino              | Ecc.                   | 34         | 22         | 8          | 4          | -               | -               | -               | -               | -               | -                  | -                  | -                  | -                  | -                  | -           | -           | -           | -           | -           | 34     | 22     | 8      | 4      | 64,71      | 1° (prom.)               |
| 1993-1994              | Tolentino              | CND                    | 34         | 7          | 18         | 9          | CI-Dil.         | 4               | 1               | 2               | 1               | -                  | -                  | -                  | -                  | -                  | -           | -           | -           | -           | -           | 38     | 8      | 20     | 10     | 21,05      | 13°                      |
| 1994-1995              | Tolentino              | CND                    | 34+6       | 19+3       | 9          | 6+3        | CI-Dil.         | 6               | 3               | 2               | 1               | -                  | -                  | -                  | -                  | -                  | -           | -           | -           | -           | -           | 46     | 25     | 11     | 10     | 54,35      | 1° (prom.)               |
| 1995-1996              | Tolentino              | C2                     | 34         | 9          | 15         | 10         | CI-C            | 2               | 0               | 1               | 1               | -                  | -                  | -                  | -                  | -                  | -           | -           | -           | -           | -           | 36     | 9      | 16     | 11     | 25,00      | 14°                      |
| 1996-1997              | Tolentino              | C2                     | 34         | 7          | 20         | 7          | CI-C            | 2               | 1               | 0               | 1               | -                  | -                  | -                  | -                  | -                  | -           | -           | -           | -           | -           | 36     | 8      | 20     | 8      | 22,22      | 10°                      |
| 1997-1998              | Tolentino              | C2                     | 34         | 3          | 19         | 12         | CI-C            | 4               | 0               | 2               | 2               | -                  | -                  | -                  | -                  | -                  | -           | -           | -           | -           | -           | 38     | 3      | 21     | 14     | &7,89      | 18° (retr.)              |
| Totale Tolentino       | Totale Tolentino       | Totale Tolentino       | 210        | 70         | 89         | 51         |                 | 18              | 5               | 7               | 6               |                    | -                  | -                  | -                  | -                  |             | -           | -           | -           | -           | 228    | 75     | 96     | 57     | 32,89      |                          |
| 1998-1999              | Virtus Lanciano        | CND                    | 34+6       | 24+4       | 9+2        | 1+0        | CI-Dil.         | 4               | 3               | 0               | 1               | -                  | -                  | -                  | -                  | -                  | -           | -           | -           | -           | -           | 44     | 31     | 11     | 2      | 70,45      | 1° (prom.)               |
| ago.-dic. 1999         | Castel di Sangro       | C1                     | 16         | 3          | 6          | 7          | CI-C            | 4               | 1               | 2               | 1               | -                  | -                  | -                  | -                  | -                  | -           | -           | -           | -           | -           | 20     | 4      | 8      | 8      | 20,00      | Eson.                    |
| 2000-2001              | Virtus Lanciano        | C2                     | 34         | 16         | 15         | 3          | CI-C            | 4               | 1               | 2               | 1               | -                  | -                  | -                  | -                  | -                  | -           | -           | -           | -           | -           | 38     | 17     | 17     | 4      | 44,74      | 1° (prom.)               |
| 2001-2002              | Virtus Lanciano        | C1                     | 34+2       | 14+1       | 9+0        | 11+1       | CI-C            | 8               | 5               | 0               | 3               | -                  | -                  | -                  | -                  | -                  | -           | -           | -           | -           | -           | 44     | 20     | 9      | 15     | 45,45      | 5°                       |
| 2002-2003              | Virtus Lanciano        | C1                     | 34         | 12         | 13         | 9          | CI+CI-C         | 3+4             | 1+2             | 1+1             | 1+1             | -                  | -                  | -                  | -                  | -                  | -           | -           | -           | -           | -           | 41     | 15     | 15     | 11     | 36,59      | 7°                       |
| Totale Virtus Lanciano | Totale Virtus Lanciano | Totale Virtus Lanciano | 144        | 71         | 48         | 25         |                 | 23              | 12              | 4               | 7               |                    | -                  | -                  | -                  | -                  |             | -           | -           | -           | -           | 167    | 83     | 52     | 32     | 49,70      |                          |
| 2003-2004              | Cesena                 | C1                     | 34+4       | 15+2       | 13+2       | 6+0        | CI+CI-C         | 5+10            | 1+7             | 2+3             | 2+0             | -                  | -                  | -                  | -                  | -                  | -           | -           | -           | -           | -           | 53     | 25     | 20     | 8      | 47,17      | 3° (prom.)               |
| 2004-2005              | Cesena                 | B                      | 42         | 12         | 14         | 16         | CI              | 3               | 1               | 2               | 0               | -                  | -                  | -                  | -                  | -                  | -           | -           | -           | -           | -           | 45     | 13     | 16     | 16     | 28,89      | 16°                      |
| 2005-2006              | Cesena                 | B                      | 42+2       | 18         | 12+1       | 12+1       | CI              | 3               | 2               | 0               | 1               | -                  | -                  | -                  | -                  | -                  | -           | -           | -           | -           | -           | 47     | 20     | 13     | 14     | 42,55      | 6°                       |
| 2006-2007              | Cesena                 | B                      | 42         | 12         | 13         | 17         | CI              | 2               | 1               | 0               | 1               | -                  | -                  | -                  | -                  | -                  | -           | -           | -           | -           | -           | 44     | 13     | 13     | 18     | 29,55      | 16°                      |
| 2007-2008              | Cesena                 | B                      | 29         | 2          | 13         | 14         | CI              | 1               | 0               | 0               | 1               | -                  | -                  | -                  | -                  | -                  | -           | -           | -           | -           | -           | 30     | 2      | 13     | 15     | &6,67      | Eson. Sub. 22° (retr.)   |
| 2008-apr. 2009         | Salernitana            | B                      | 29         | 9          | 6          | 14         | CI              | 4               | 2               | 1               | 1               | -                  | -                  | -                  | -                  | -                  | -           | -           | -           | -           | -           | 33     | 11     | 7      | 15     | 33,33      | Eson., Sub., Eson.       |
| 2009-nov. 2009         | Piacenza               | B                      | 13         | 2          | 3          | 8          | CI              | 1               | 0               | 0               | 1               | -                  | -                  | -                  | -                  | -                  | -           | -           | -           | -           | -           | 14     | 2      | 3      | 9      | 14,29      | Eson.                    |
| nov. 2010-2011         | Ascoli                 | B                      | 30         | 12         | 10         | 8          | CI              | -               | -               | -               | -               | -                  | -                  | -                  | -                  | -                  | -           | -           | -           | -           | -           | 30     | 12     | 10     | 8      | 40,00      | Sub. 17°                 |
| lug.-nov. 2011         | Ascoli                 | B                      | 13         | 2          | 3          | 8          | CI              | 2               | 1               | 0               | 1               | -                  | -                  | -                  | -                  | -                  | -           | -           | -           | -           | -           | 15     | 3      | 3      | 9      | 20,00      | Eson.                    |
| 2012-apr. 2013         | Varese                 | B                      | 37         | 14         | 11         | 12         | CI              | 2               | 1               | 0               | 1               | -                  | -                  | -                  | -                  | -                  | -           | -           | -           | -           | -           | 39     | 15     | 11     | 13     | 38,46      | Eson.                    |
| ott.-dic. 2013         | Reggina                | B                      | 5          | 1          | 1          | 3          | CI              | -               | -               | -               | -               | -                  | -                  | -                  | -                  | -                  | -           | -           | -           | -           | -           | 5      | 1      | 1      | 3      | 20,00      | Sub., Eson.              |
| 2014-2015              | Carpi                  | B                      | 42         | 22         | 14         | 6          | CI              | 1               | 0               | 0               | 1               | -                  | -                  | -                  | -                  | -                  | -           | -           | -           | -           | -           | 43     | 22     | 14     | 7      | 51,16      | 1° (prom.)               |
| 2015-2016              | Carpi                  | A                      | 33         | 8          | 10         | 15         | CI              | 4               | 3               | 0               | 1               | -                  | -                  | -                  | -                  | -                  | -           | -           | -           | -           | -           | 37     | 11     | 10     | 16     | 29,73      | Eson. Sub. 18° (retr.)   |
| 2016-2017              | Carpi                  | B                      | 42+5       | 16+2       | 14+2       | 12+1       | CI              | 2               | 1               | 0               | 1               | -                  | -                  | -                  | -                  | -                  | -           | -           | -           | -           | -           | 49     | 19     | 16     | 14     | 38,78      | 7°                       |
| set. 2017-2018         | Cesena                 | B                      | 35         | 10         | 16         | 9          | CI              | -               | -               | -               | -               | -                  | -                  | -                  | -                  | -                  | -           | -           | -           | -           | -           | 35     | 10     | 16     | 9      | 28,57      | Sub. 22° (retr.)         |
| Totale Cesena          | Totale Cesena          | Totale Cesena          | 230        | 71         | 84         | 75         |                 | 24              | 12              | 7               | 5               |                    | -                  | -                  | -                  | -                  |             | -           | -           | -           | -           | 254    | 83     | 91     | 80     | 32,68      |                          |
| set. 2018-2019         | Carpi                  | B                      | 33         | 7          | 8          | 18         | CI              | -               | -               | -               | -               | -                  | -                  | -                  | -                  | -                  | -           | -           | -           | -           | -           | 33     | 7      | 8      | 18     | 21,21      | Sub. 19° (retr.)         |
| Totale Carpi           | Totale Carpi           | Totale Carpi           | 155        | 55         | 48         | 52         |                 | 7               | 4               | 0               | 3               |                    | -                  | -                  | -                  | -                  |             | -           | -           | -           | -           | 162    | 59     | 48     | 54     | 36,42      |                          |
| dic. 2019-2020         | Trapani                | B                      | 22         | 8          | 9          | 5          | CI              | -               | -               | -               | -               | -                  | -                  | -                  | -                  | -                  | -           | -           | -           | -           | -           | 22     | 8      | 9      | 5      | 36,36      | Sub. 18° (retr.)         |
| 2020-2021              | Salernitana            | B                      | 38         | 19         | 12         | 7          | CI              | 2               | 1               | 0               | 1               | -                  | -                  | -                  | -                  | -                  | -           | -           | -           | -           | -           | 40     | 20     | 12     | 8      | 50,00      | 2° (prom.)               |
| lug.-ott. 2021         | Salernitana            | A                      | 8          | 1          | 1          | 6          | CI              | 1               | 1               | 0               | 0               | -                  | -                  | -                  | -                  | -                  | -           | -           | -           | -           | -           | 9      | 2      | 1      | 6      | 22,22      | Eson.                    |
| Totale Salernitana     | Totale Salernitana     | Totale Salernitana     | 75         | 29         | 19         | 27         |                 | 7               | 4               | 1               | 2               |                    | -                  | -                  | -                  | -                  |             | -           | -           | -           | -           | 82     | 33     | 20     | 29     | 40,24      |                          |
| 2022-2023              | Perugia                | B                      | 35         | 10         | 9          | 16         | CI              | 1               | 0               | 0               | 1               | -                  | -                  | -                  | -                  | -                  | -           | -           | -           | -           | -           | 36     | 10     | 9      | 17     | 27,78      | Eson., Sub., 18º (retr.) |
| nov. 2023-mar. 2024    | Ascoli                 | B                      | 16         | 3          | 7          | 6          | CI              | -               | -               | -               | -               | -                  | -                  | -                  | -                  | -                  | -           | -           | -           | -           | -           | 16     | 3      | 7      | 6      | 18,75      | Sub., Eson.              |
| Totale Ascoli          | Totale Ascoli          | Totale Ascoli          | 59         | 17         | 20         | 22         |                 | 2               | 1               | 0               | 1               |                    | -                  | -                  | -                  | -                  |             | -           | -           | -           | -           | 61     | 18     | 20     | 23     | 29,51      |                          |
| dic. 2024-2025         | Südtirol               | B                      | 22         | 8          | 9          | 5          | CI              | -               | -               | -               | -               | -                  | -                  | -                  | -                  | -                  | -           | -           | -           | -           | -           | 22     | 8      | 9      | 5      | 36,36      | Sub., 10º                |
| 2025-2026              | Südtirol               | B                      | 0          | 0          | 0          | 0          | CI              | 1               | 0               | 0               | 1               | -                  | -                  | -                  | -                  | -                  | -           | -           | -           | -           | -           | 1      | 0      | 0      | 1      | &0,00      | in corso                 |
| Totale Südtirol        | Totale Südtirol        | Totale Südtirol        | 22         | 8          | 9          | 5          |                 | 1               | 0               | 0               | 1               |                    | -                  | -                  | -                  | -                  |             | -           | -           | -           | -           | 23     | 8      | 9      | 6      | 34,78      |                          |
| Totale carriera        | Totale carriera        | Totale carriera        | 1194       | 427        | 410        | 357        |                 | 90              | 40              | 21              | 29              |                    | -                  | -                  | -                  | -                  |             | -           | -           | -           | -           | 1 284  | 467    | 431    | 386    | 36,37      |                          |

## Palmarès

### Allenatore

#### Competizioni regionali
- Promozione: 1

Cerreto: 1989-1990
- Eccellenza: 1

Tolentino: 1992-1993

#### Competizioni nazionali
- Campionato Nazionale Dilettanti: 2

Tolentino: 1994-1995 (girone F)
Lanciano: 1998-1999 (girone G)
- Scudetto Dilettanti: 1

Lanciano: 1998-1999
- Campionato italiano Serie C2: 1

Lanciano: 2000-2001 (girone B)
- Coppa Italia Serie C: 1

Cesena: 2003-2004
- Campionato italiano di Serie B: 1

Carpi: 2014-2015